# リネアチン
リネアチン(Lineatin)は、シラベザイノキクイムシ(Trypodendron lineatum)の雌が生産するフェロモンである。この種の甲虫は、欧州や北米の針葉樹林に蔓延する損傷の主な原因となっている。リネアチンは、雄を捕獲するための誘引剤として用いることができることから、害虫駆除剤への応用が研究されてきた。

## 構造
リネアチンは、1977年にMacConnellによって初めて単離された。生理活性を持つ型の絶対配置は、後に(+)-(1R,4S,5R,7R)-3,3,7-トリメチル-2,9- ジオキサトリシクロ[3.3.1.04,7]ノナンであり、他のエナンチオマーは生理活性を持たないことが明らかとなった。

## 全合成
絶対構造の決定後、その天然の生理活性と独特な構造から、すぐに合成についての興味が持たれた。収率0.5から2%のいくつかの全合成の方法が提案された。最近では、ジアステレオ異性シクロブテンの光化学[2 + 2]環化付加反応と配位制御されたオキシ水銀化による新しいアプローチの全合成が提案された。この方法では、14段階で、99.5%以上と非常に純粋な(+)-リネアチンが生成され、ホモキラルな2(5H)-フラノンからの収率は、14%にもなる（図1参照）。

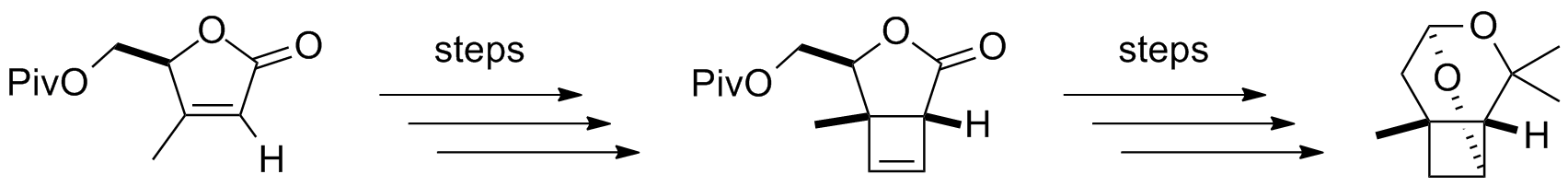
図1:リネアチンの全合成

## 生合成
リネアチンは、独特な三環式アセタール構造を持つモノテルペンである。リネアチンに関する大部分の研究はその全合成に関するものであり、生合成にはあまり注目が集まらなかった。リネアチンは、モノテルペノイド前駆体の酸化と環化に由来すると提案されているが、この経路であることを証明する実験的な証拠はない。部分的にイリドイドの構造と類似性を持つことに基づくと、図2のような生合成経路が考えられる。

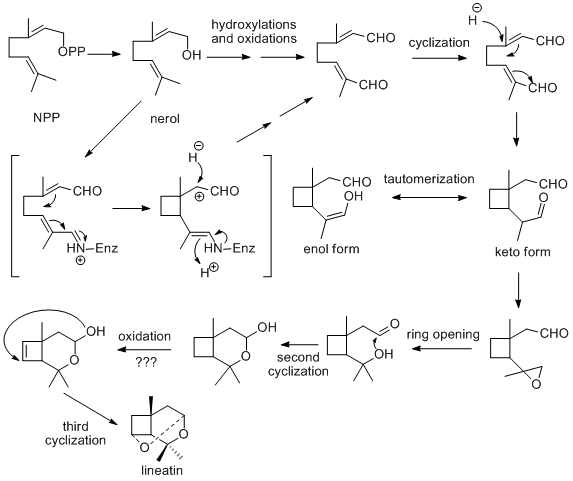
図2: 考えられるリネアチンの生合成経路